# Chaotic Wonderland
Chaotic Wonderland è il quarto EP della boy band sudcoreana TXT e il primo in lingua giapponese, pubblicato il 10 novembre 2021.

## Antefatti e descrizione
Nel settembre 2021 viene annunciato che i TXT avrebbero pubblicato il loro primo EP in lingua giapponese e che questo avrebbe contenuto quattro tracce, tra cui, "Ito", scritta dal gruppo musicale giapponese Greeeen ed usata come sigla d'apertura del dorama Rasen no Meikyū – DNA Kagaku Sōsa,  e la versione giapponese di "0X1=Lovesong (I Know I Love You)" in duetto con Ikuta Lilas, anche conosciuta come Ikura, cantante del duo musicale giapponese Yoasobi.
L'album ha cinque varianti: 2 Versioni Limitate identificate dalle lettere A e B, una versione normale solo CD e due versioni limitate di quest'ultima. La tracklist è la stessa per tutte le versioni, tuttavia, le edizioni limitate A e B contengono entrambe un booklet di otto pagine e due diversi DVD, l'edizione A ha il video musicale di "0X1=Lovesong (I Know I Love You)", mentre, l'edizione B ha filmati di retroscena. L'edizione regolare è accompagnata dal solo CD, incluso anche nelle sue due varianti limitate, ma una di esse si differenzia dalle altre due per essere accompagnata da un booklet fotografico di 96 pagine.

## Tracce
1. 0X1=Lovesong (I Know I Love You) (Versione giapponese; featuring Lilas Ikuta) – 3:25 (Slow Rabbit, RM, Derek "Mod Sun" Smith, Andrew Migliore, Melanie Joy Fontana, "Hitman" Bang, Danke, Will Simms, Gabriel Brandes, Matt Thomson, Max Lynedoch Graham)
2. Ito – 4:03 (Greeeen)
3. MOA Diary (Dubaddu Wari Wari) (versione giapponese) – 3:08 (Matt Thomson, Max Lynedoch Graham, Gabriel Brandes, Alex Karlsson, Taehyun, Big Hit Music, James F Reynolds, Beomgyu, Soobin, Yeonjun, Hueningkai)
4. Magic – 2:39 (Olly Murs, Sarah Blanchard, Richard Boardman, Pablo Bowman, Anders Froen, Aaron Hibell)

Edizione limitata A (DVD)
1. 0X1=Lovesong (I Know I Love You) (Versione giapponese, Music Video & Making of Music Video)

Edizione limitata B (DVD)
1. Making of Jacket Photos

## Formazione
Gruppo
- Soobin – voce, testo e musica (traccia 3)
- Yeonjun – voce, testo e musica (traccia 3)
- Beomgyu – voce, testo e musica (traccia 3)
- Taehyun – voce, testo e musica (traccia 3)
- Hueningkai – voce, testo e musica (traccia 3)

## Successo commerciale
L'album si è classificato alla posizione numero della classifica musicale giapponese Oricon ed è stato certificato platino dalla RIAJ per aver venduto più di 250 000 copie nel territorio giapponese.

## Classifiche

### Classifiche settimanali
| Classifica (2021) | Posizione massima |
| ----------------- | ----------------- |
| Belgio (Vallonia) | 83                |
| Giappone          | 1                 |
| Stati Uniti       | 177               |

### Classifiche di fine anno
| Classifica (2021) | Posizione |
| ----------------- | --------- |
| Giappone          | 18        |